# 섹시 비스트
섹시 비스트(Sexy Beast)는 스페인에서 제작된 조너선 글레이저 감독의 2000년 영화이다. 레이 윈스턴 등이 주연으로 출연하였고 제레미 토머스 등이 제작에 참여하였다.

## 출연

### 주연
- 레이 윈스턴
- 벤 킹슬리

### 조연
- 이안 맥쉐인
- 아만다 레드만
- 카밴 켄들
- 줄리앤 화이트
- 알바로 몬예

## 제작진
- 공동제작: 마크 알베라
- 공동제작: 데니즈 오델
- 협력프로듀서: 피터 왓슨
- 의상: 루이즈 스텐스워드
- 배역: 루시 보울팅

## 같이 보기
- 하이스트 영화